# Almost is Never Enough
"Almost Is Never Enough" é uma canção do dueto formado pela cantora americana Ariana Grande e Nathan Sykes da boy band inglesa-irlandesa The Wanted. A canção de gênero pop e soul foi composta por Grande, Harmony Samuels, Carmen Reece, Al Sherrod Lambert, Olaniyi-Akinpelu, Moses Samuels com o cargo de produtor pelo último. Existem duas versões oficiais da canção, a versão para a trilha sonora oficial do filme de fantasia distópica de 2013 The Mortal Instruments: City of Bones e foi lançado em 19 de agosto de 2013 através da Republic Records como segundo single promocional do mesmo, seguindo "When the Darkness Comes" de Colbie Caillat, e uma versão mais longa foi remasterizada para a inclusão no álbum de estúdio de estreia de Grande, Yours Truly.

## Desempenho nas tabelas musicais
| Tabela musical (2013)              | Melhor posição |
| ---------------------------------- | -------------- |
| Estados Unidos (Billboard Hot 100) | 82             |
| Irlanda (IRMA)                     | 56             |
| Reino Unido (UK Singles Chart)     | 49             |